# テリー伊藤の月に吠えろ
『テリー伊藤の月に吠えろ』（テリーいとうのつきにほえろ）は、日本BS放送（BS11）で2011年4月6日から2012年3月28日まで毎週水曜日23:00 - 23:30（JST）に放送されていたトーク番組。全52回。

## 概要
テリー伊藤の冠番組。テリー自ら選出したゲスト1人が2週にわたって出演。ゲストが世間にコレだけは言いたいこと“吠えテーマ”を主軸に、地上波では話せなかった様々なことまで語りあう。富永美樹は進行を務める。
オープニングはテリー単独の立ちトーク。時事ネタで吠えたり、出演ゲストの印象などを語る。CM明けから3人での座りトーク。毎回、1人につき5〜9つある“吠えテーマ”からMC側が選択した2、3個についてトークが展開される。
放送終了1分前の合図に犬の遠吠えのSEが流れる。ゲストには知らされていない為、1回目の収録では大抵のゲストが驚く反応を見せることになる。

## 出演者
- テリー伊藤
- 富永美樹

### ゲスト
| ゲスト一覧 | ゲスト一覧         | ゲスト一覧        |
| 回         | ゲスト             | 放送日            |
| 2011年     | 2011年             | 2011年            |
| ---------- | ------------------ | ----------------- |
| 1 - 2      | 西村賢太           | 4月6日、13日      |
| 3 - 4      | マツコ・デラックス | 4月20日、27日     |
| 5 - 6      | 土屋アンナ         | 5月4日、11日      |
| 7 - 8      | 工藤公康           | 5月18日、25日     |
| 9 - 10     | 後藤真希           | 6月1日、8日       |
| 11-12      | つんく             | 6月15日、22日     |
| 13-14      | 戸塚宏             | 6月29日、7月6日   |
| 15-16      | 冨永愛             | 7月13日、20日     |
| 17-18      | 小島慶子           | 7月27日、8月3日   |
| 19-20      | スガシカオ         | 8月10日、17日     |
| 21-22      | 上杉隆             | 8月24日、31日     |
| 23-24      | GACKT              | 9月7日、14日      |
| 25-26      | 代々木忠           | 9月21日、28日     |
| 27-28      | 若槻千夏           | 10月5日、12日     |
| 29-30      | 亀田興毅           | 10月19日、26日    |
| 31-32      | 佐藤かよ           | 11月2日、9日      |
| 33-34      | 本谷有希子         | 11月16日、23日    |
| 35-36      | 上地雄輔           | 11月30日、12月7日 |
| 37-38      | 美輪明宏           | 12月14日、21日    |
| 39         | 都倉俊一           | 12月28日          |
| 2012年     |                    |                   |
| 40         | 都倉俊一           | 1月4日            |
| 41-42      | 石田純一           | 1月11日、18日     |
| 43-44      | 南明奈             | 1月25日、2月1日   |
| 45-46      | 伊勢谷友介         | 2月8日、15日      |
| 47-48      | 小室哲哉           | 2月22日、29日     |
| 49-50      | 平愛梨             | 3月7日、14日      |
| 51-52      | 郷ひろみ           | 3月21、28日       |

## スタッフ
- 構成：島津秀恭、小高弘嗣
- 技術協力：クロステレビジョン
- 美術協力：百景、谷口淳
- 演出：田中健、白石真教（BS11）
- プロデューサー：鈴木博喜（BS11）、原田政彦
- チーフプロデューサー：磯ヶ谷好章（BS11）、二木啓孝（BS11）
- エグゼクティブプロデューサー：上田誠也（BS11）
- 制作協力：LOCOMOTION
- 制作著作：BS11